# نانبان (فیلم)
نانبان (انگلیسی: Nanban) فیلمی در ژانر کمدی-درام به کارگردانی اس شانکار است که در سال ۲۰۱۲ منتشر شد. از بازیگران آن می‌توان به ویجای جیوا و ایلیانا دی‌کروز اشاره کرد.